# Wagons de chemin de fer à Arles
Wagons de chemin de fer à Arles est un tableau réalisé par le peintre néerlandais Vincent van Gogh en 1888. Cette huile sur toile est un paysage qui représente des voitures et wagons de la compagnie du PLM à Arles, dans les Bouches-du-Rhône, en France. L'œuvre est conservée au musée Angladon d'Avignon, dans le Vaucluse.